# Speloncato
Speloncato (korsisch U Spuncatu) ist eine Gemeinde auf der französischen Insel Korsika. Sie gehört zur Region Korsika, zum Département Haute-Corse, zum Arrondissement Calvi und zum Kanton L’Île-Rousse. Die Bewohner nennen sich Spéloncatais oder Spuncatacci.

## Geografie
Die angrenzenden Gemeinden sind Monticello im Norden, Ville-di-Paraso im Osten, Pioggiola im Süden sowie Nessa, Feliceto und Santa-Reparata-di-Balagna im Westen.
Die Staumauer des Lac de Codole befindet sich im Nordwesten von Speloncato.

## Bevölkerungsentwicklung
| Jahr      | 1962 | 1968 | 1975 | 1982 | 1990 | 1999 | 2008 | 2012 |
| --------- | ---- | ---- | ---- | ---- | ---- | ---- | ---- | ---- |
| Einwohner | 169  | 150  | 179  | 191  | 194  | 222  | 274  | 285  |

## Verkehr
Im Nordosten von Speloncato führt die Bahnstrecke Ponte-Leccia–Calvi durch die Gemarkung. Der entsprechende Haltepunkt heißt Le Regino.

## Galerie

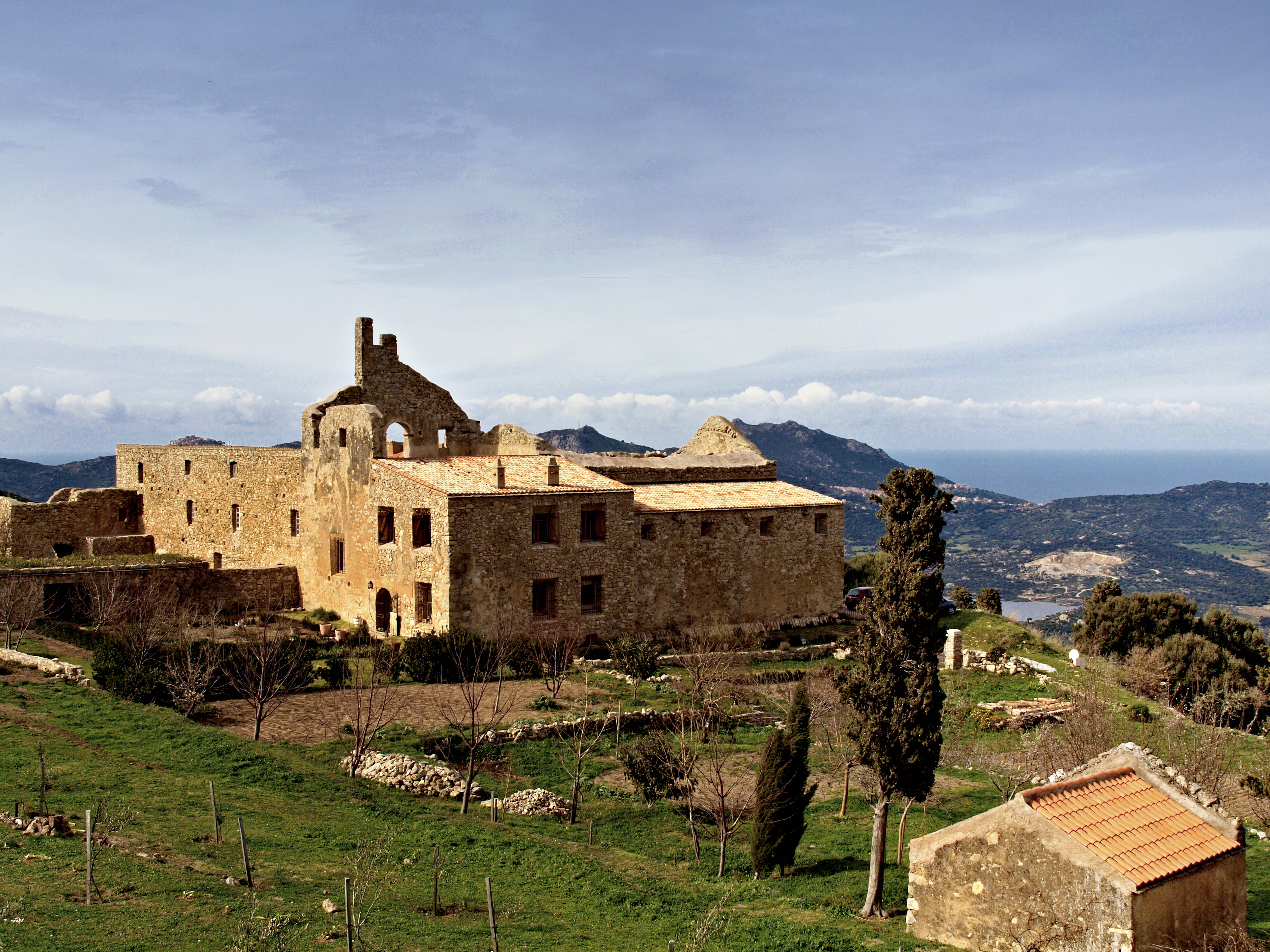
Ehemaliger Konvent
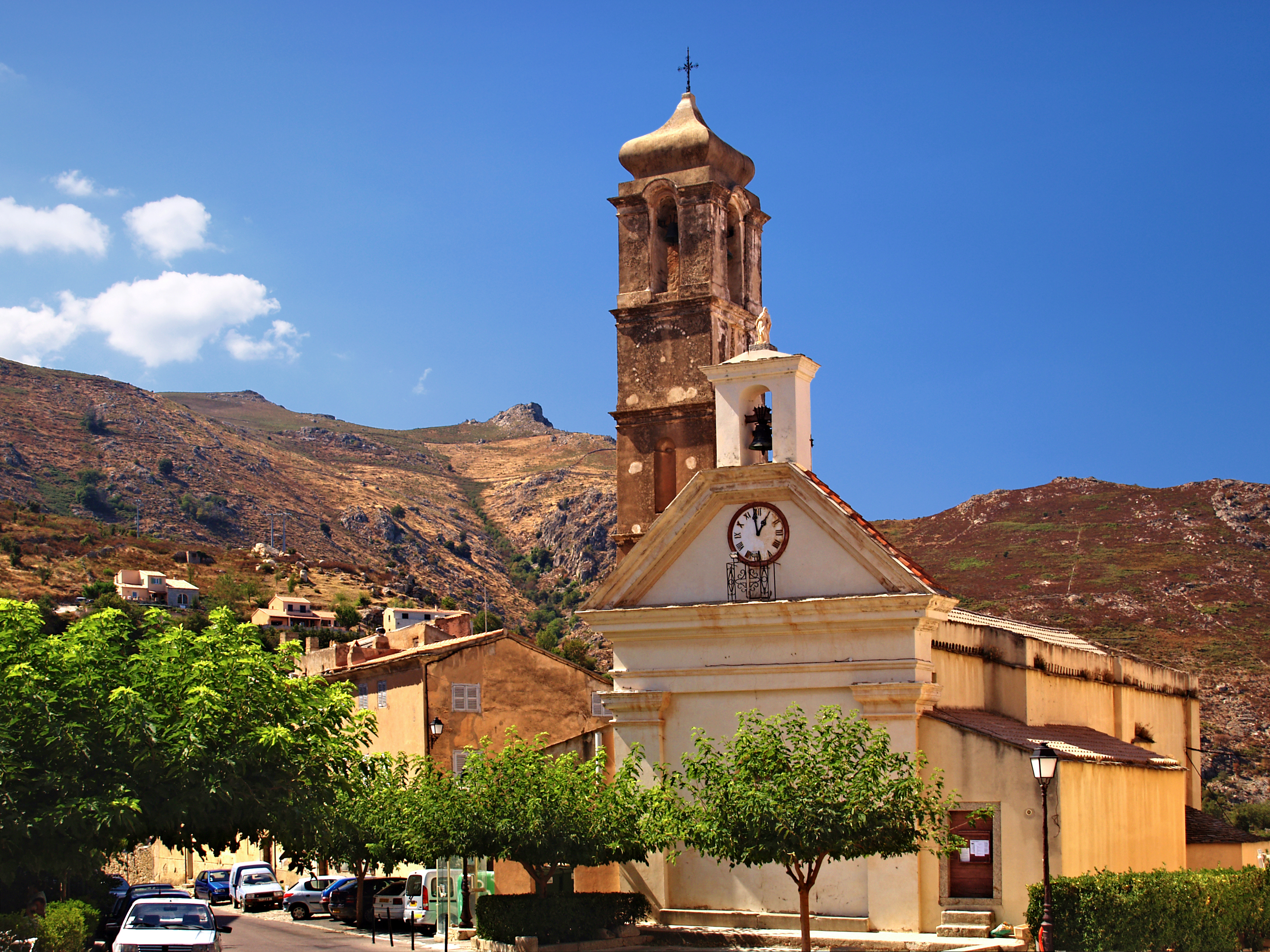
Kirche Santa Maria Assunta
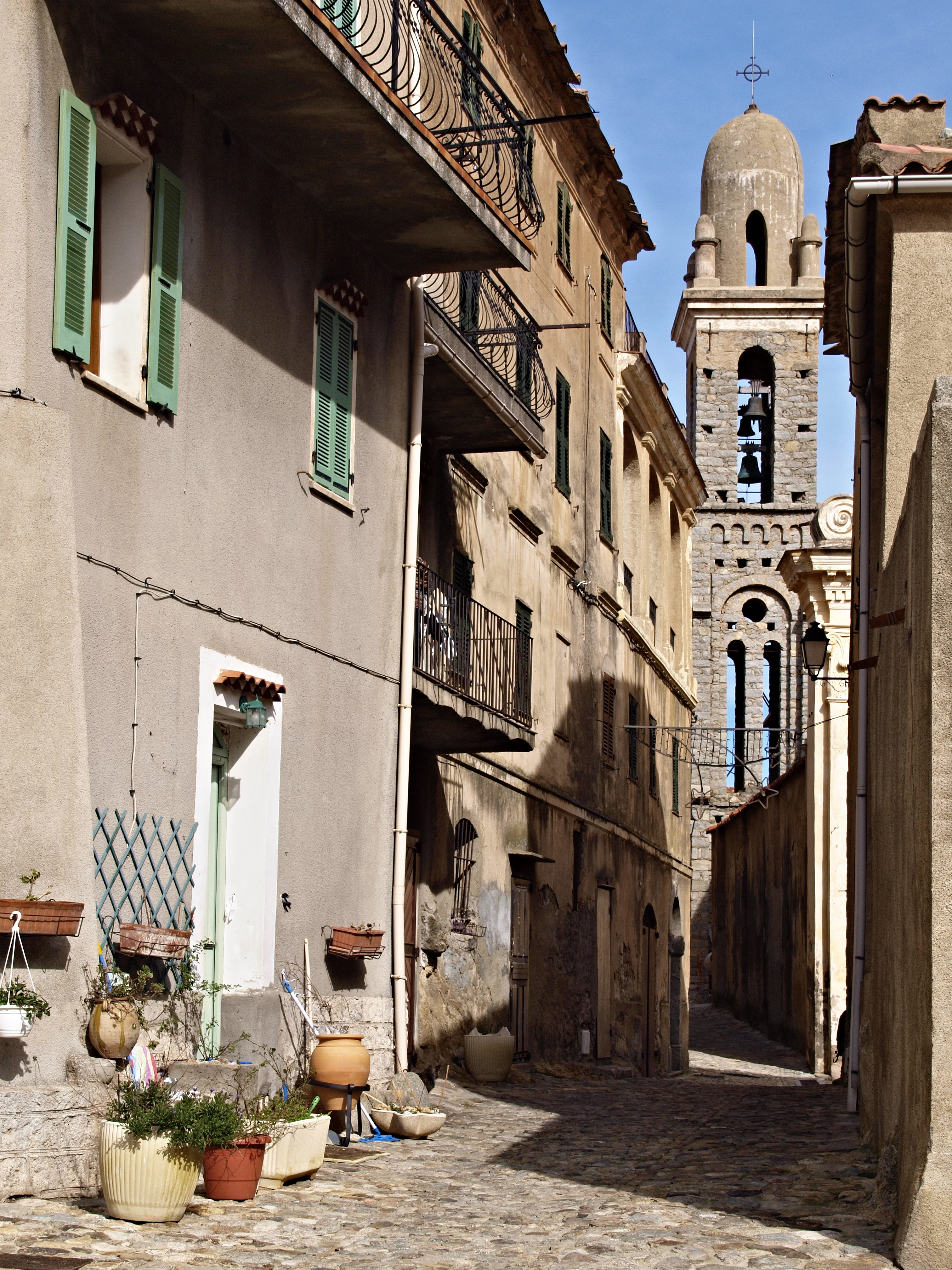
Turm der Dorfkirche Saint-Michel
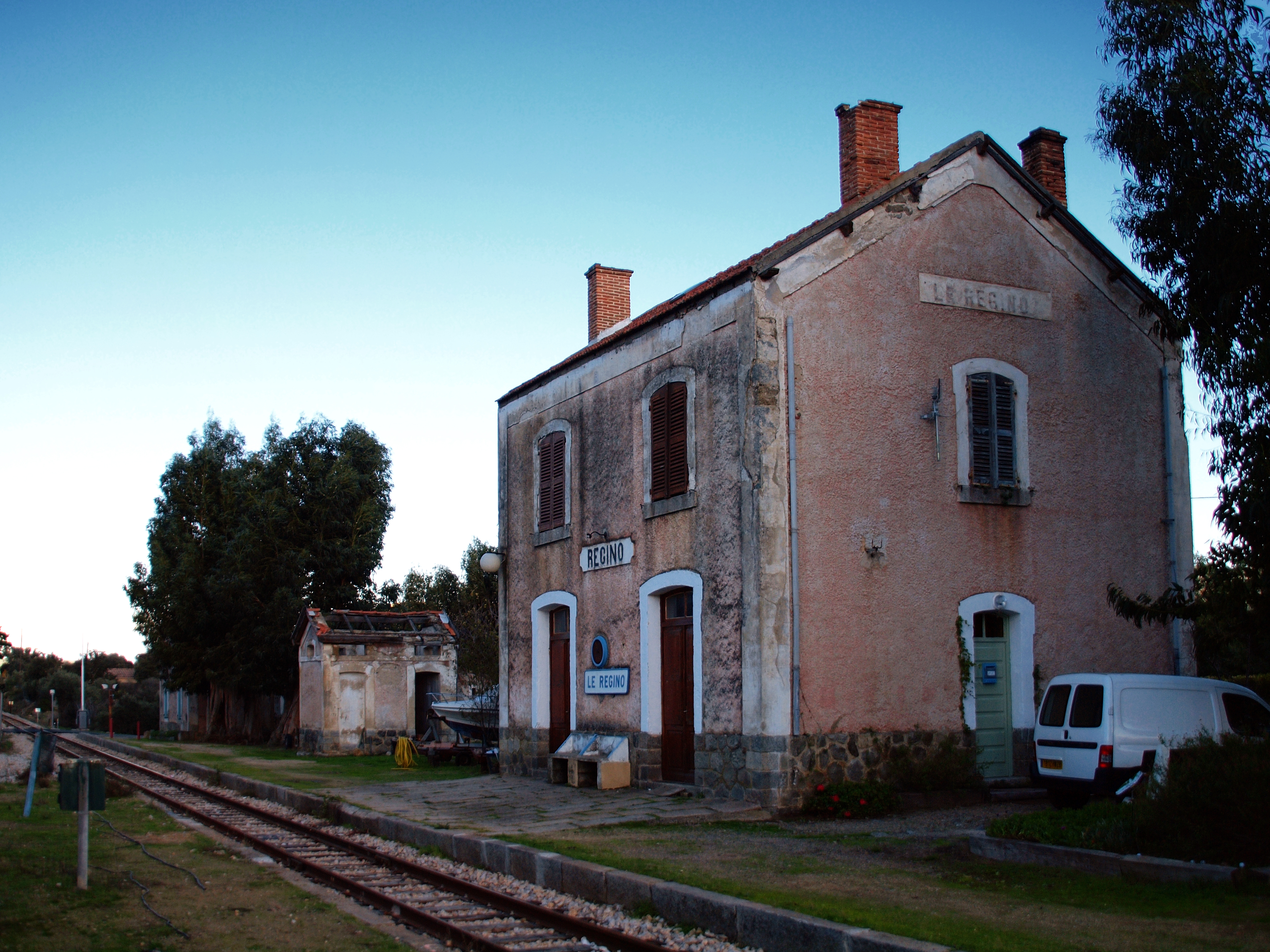
Haltepunkt „Le Regino“